# Everschop
Everschop (dänisch auch Everskop, abgeleitet von Hever) ist der Name einer Harde, die den Nordwestteil des heutigen Eiderstedts im schleswig-holsteinischen Kreis Nordfriesland umfasste. Historisch war Everschop eine Harde der nordfriesischen Uthlande im Süden des Königreiches Dänemark, dem späteren Herzogtum Schleswig.

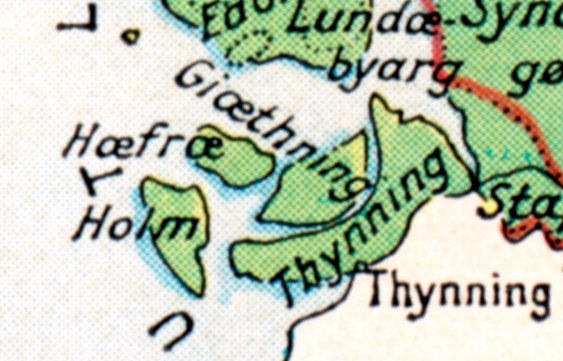
Dänische Harden mit Eiderstedt im 13. Jh. mit Utholm, Hever, Evershop (Giæthning/Garding) und dem eigentlichen Eiderstedt (Thynning/Tönning)

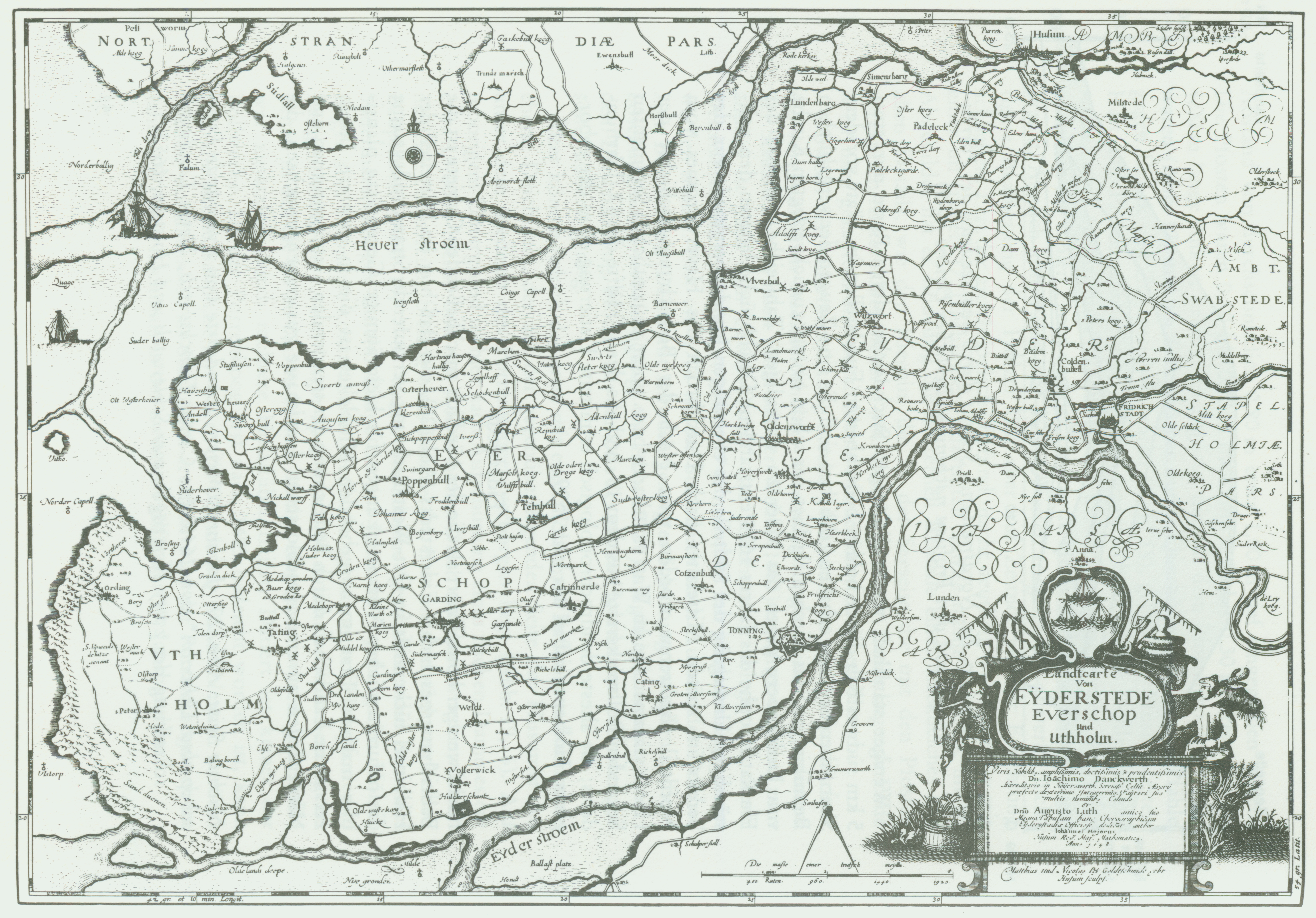
Johannes Mejer: „Landcarte von Eyderstede Eveschop un Uthholm“ 1648 aus
Neue Landesbeschreibung der zwei Herzogtümer Schleswig und Holstein von Caspar Danckwerth 1652

## Geografie
Das Wort Everschop ist abgeleitet vom Gezeitenstrom Hever und bedeutet Heverschaft. Im Mittelalter war das Gebiet ein Teil der als Uthlande (Außenlande) bezeichneten dreizehn Marsch- und Inselharden. Bei der Zweiten Marcellusflut des Jahres 1362 wurde Everschop – ebenso wie die westlich gelegene Harde Utholm – zu einer Insel. Außerdem brach das Meer nordöstlich des Ortes Uelvesbüll in den Witzwort-Lundenberger Sandwall ein, wodurch eine Verbindung zwischen Hever und Eider entstand. Diese Verbindung trug den Namen Nordereider. Im Rahmen der Landgewinnung in den folgenden Jahrhunderten wuchs Everschop wieder mit den Harden Utholm und Eiderstedt zur Halbinsel zusammen. Der Name Dreilande bürgerte sich ein. Heute führt die so entstandene Halbinsel den Namen Eiderstedt.

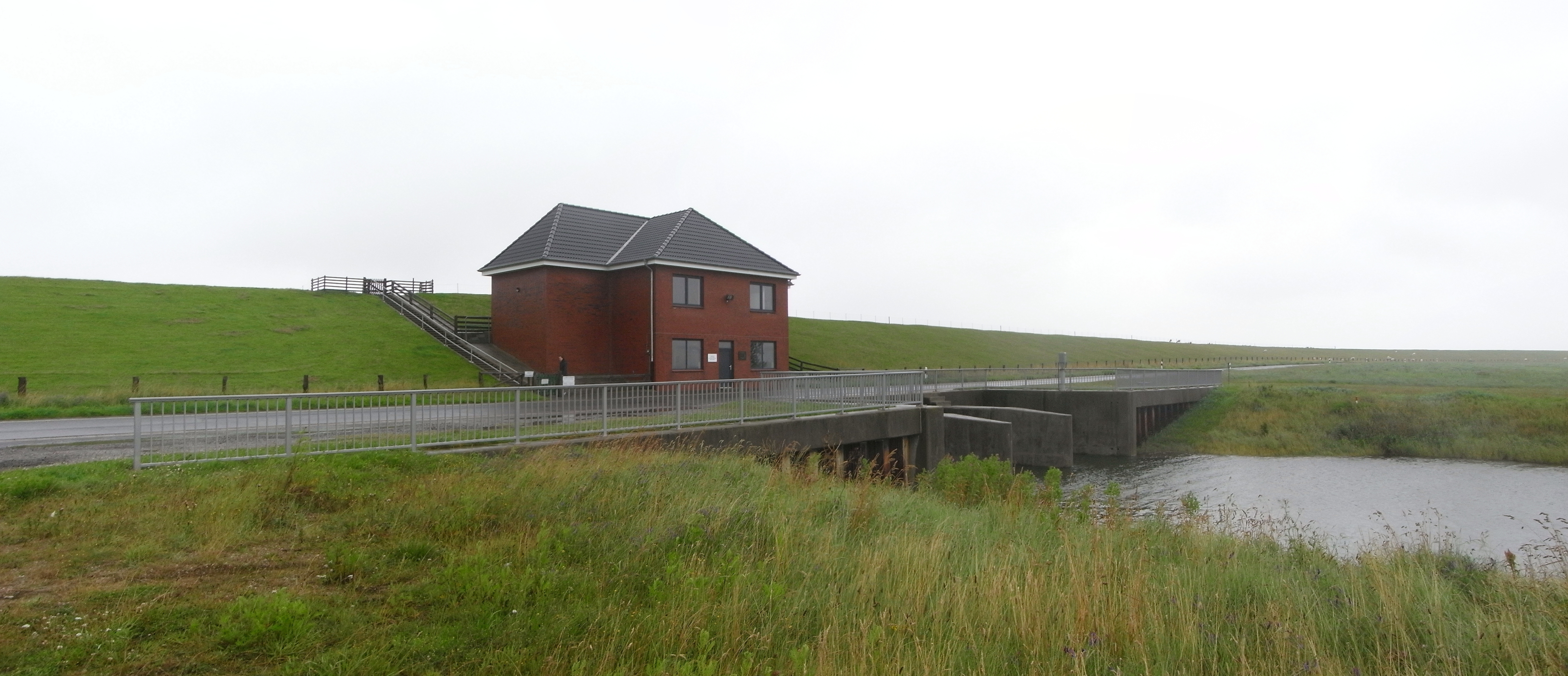
Everschoper Siel

Auf der ehemaligen Harde liegen u. a. die Orte Garding, Osterhever, Uelvesbüll und Tetenbüll.

## Blasonierung

Kreis Eiderstedt

Das Wappen des Kreises Eiderstedt zeigt in Blau drei rechtshin segelnde dreimastige goldene Schiffe (2:1) mit silbernen Segeln und roten Wimpeln, auf dem Großsegel je das Zeichen der drei Eiderstedter Harden: für Utholm ein hervorbrechender blauer Leopard, für Everschop eine blaue Karausche und für Eiderstedt ein roter Ochsenkopf.